# Nang Nak
Pour les articles homonymes, voir Nang (homonymie).
Pour plus de détails, voir Fiche technique et Distribution.
Nang Nak (thaï : นางนาก) est un film de fantômes thaïlandais réalisé par Nonzee Nimibutr, sorti le 23 juillet 1999,,.

## Synopsis
Mak part en guerre, délaissant derrière lui sa demeure près du canal Prakanong et sa chère épouse Nak alors qu'elle est enceinte. Cependant la guerre de Chiang Toong est sanglante ; Mak est gravement blessé et perd son ami Prig. Il échappe de justesse à la mort grâce aux soins des bonzes qui l'ont recueilli mais, trop affecté par ses blessures, il est loin de se douter que sa tendre femme vient de perdre la vie en accouchant de leur fils. À son retour, pourtant, Mak retrouve sa femme et son jeune fils comme si de rien n'était même si Nak a un comportement parfois étrange. Quelques jours après son retour, il aperçoit son ami Uml qui s'enfuit comme effrayé et, quand celui-ci vient le retrouver un peu plus tard, c'est pour lui faire comprendre que sa femme et son enfant ne sont que des fantômes. Mak ne peut y croire et frappe Uml...

## Fiche technique
- Titre : Nang Nak
- Titre original : นางนาก (Nang Nak)
- Réalisation : Nonzee Nimibutr (นนทรีย์ นิมิบุตร)
- Scénario : Wisit Sasanatieng (วิศิษฏ์ ศาสนเที่ยง)[4]
- Production : Visute Poolvoralaks (วิสูตร พูลวรลักษณ์)[5]
- Société de production : Tai Entertainment (ไท เอ็นเตอร์เทนเมนท์)
- Musique : Chatchai Pongprapapan et Pakawat Waitwittaya
- Photographie : Nattawut Kittikhun
- Montage : Sunij Asavinikul
- Décors : Ake Eiamchurn
- Costumes : Namphueng Motjanakul
- Pays d'origine : Thaïlande
- Format : Couleurs - 1,85:1 - Dolby Digital - 35 mm
- Genre : Action, horreur, fantastique, romance et guerre
- Durée : 100 minutes
- Date de sortie : 23 juillet 1999 (Thaïlande)

## Distribution[6]
- Intira Jaroenpura (ou Inthira Charoenpura) : Nak
- Winai Kraibutr : (Tid) Mak, le mari de Nak [7]
- Pramote Suksatit (ปราโมทย์ สุขสถิตย์)
- Pracha Thawongfia (ประชา ถาวรเฟีย)
- Manit Meekaewjaroen
- โดม สิงห์โมฬี
- พัชริญา นาคบุญชัย
- บุญส่ง อยู่ยั่งยืน[8]

## Postérité
Nang Nak a été le plus gros box-office jamais vu en son temps en Thaïlande et a eu un très large succès dans toute l'Asie.
Ce film est même, fait exceptionnel, ressorti au cinéma dans les salles de Thaïlande pour célébrer ses 20 ans en 2019,,.
Il est encore de nos jours dans le top 10 des films thaïlandais ayant obtenu le plus grand succès en Thaïlande avec les autres champions du box-office : les films historiques La légende de Suriyothai et Naresuan de Chatrichalerm Yukol ainsi que Bang Rajan de Tanit Jitnukul, le film d'action l'Honneur du dragon de Prachya Pinkaew et le film Pee Mak de Banjong Pisanthanakun.

## Autour du film
- Nang Nak est une superbe version de la plus célèbre histoire de fantôme thaïlandais[14],[15], la légende d'une femme fantôme qui refuse d'accepter sa propre mort et qui insiste pour continuer à "vivre" avec son mari[16],[17]. Le réalisateur Nimibutr part à la recherche de ses racines en se plongeant dans le mode de vie de Thaïs d'il y a un siècle : apparence physique, mœurs culinaires, habitat, vêtements[18]... et il a même visité des temples thaï effectuant des cérémonies pour apaiser l'esprit de Nang Nak et obtenir la bonne fortune pour le film[19].
- Nang Nak respecte la forme classique du mythe de Mae Nak avec une narration qui reste très populaire mais le modernise aussi en le transformant en conte réaliste sur la séparation d'un couple par la guerre[20]. Ce film renouvelle le genre en y ajoutant plus d'émotion, une beauté esthétique indéniable et de nouveaux comédiens et comédiennes.

## Liens avec d'autres œuvres

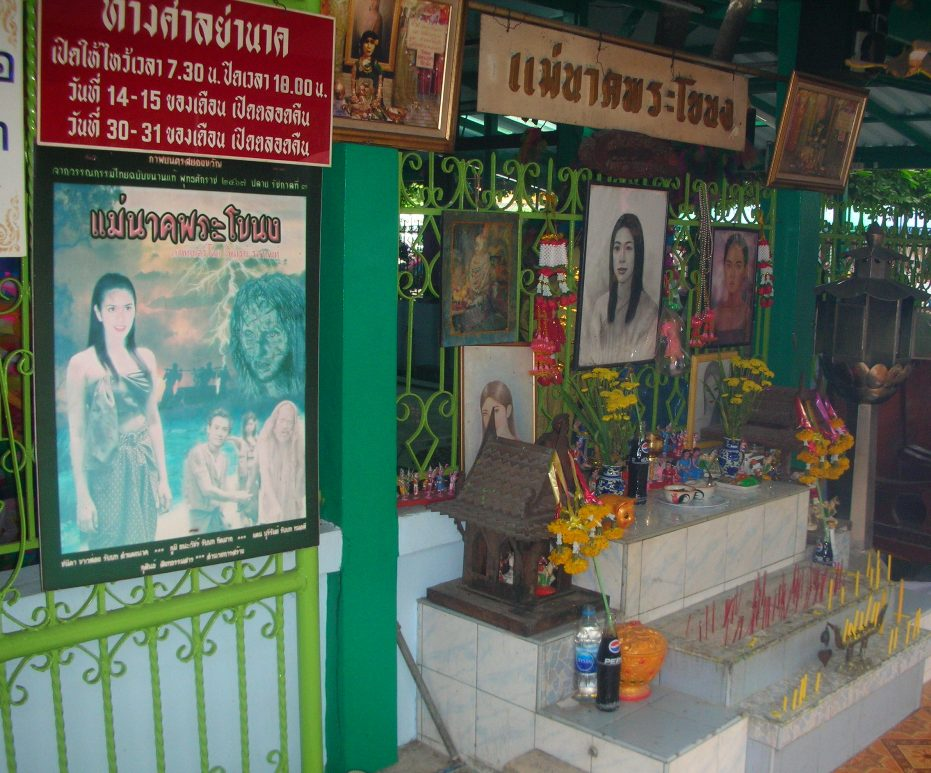
Affiche Mae Nak Pra Khamong et autel

La vieille histoire de fantôme thaï de Mae Nak qui date de l'époque du roi Rama IV (1851-1868) est très populaire en Thaïlande,,. Elle se déroule au bord du khlong de Phra Khanong, dans la banlieue encore très rurale de Bangkok au milieu du XIXe siècle.
La légende de Nang Nak a en effet été adaptée 25 fois au cinéma, 7 fois à la télévision, une dizaine de fois comme feuilleton à la radio et 5 fois au théâtre, dont une comédie musicale et un opéra de S.P. Somtow ; ceci sans compter une version en bandes dessinées et plusieurs dessins animés, ainsi que la nouvelle de John Burdett Autant en emporte l'Orient du recueil Bangkok noir (Éditions GOPE) ...
Près de 30 films de Mae Nak (Mère ou Maman Nak) (ou Nang Nak / Madame Nak) ont été diffusés dans les salles de cinéma en Thaïlande depuis les années 1930.
En voici une liste non exhaustive :
- 1936 : Nang Nak Phra Khamong, premier film d'horreur thaïlandais (disparu)[29]

- 1959[30] (ou 1958[31]) : Mae Nak of Phra Kamong แม่นาคพระโขนง - พ.ศ. 2502
  - Réalisateur : Rangsi Thatsanaphayak
  - Producteur : Saneh (Sane) Komarachun
  - Acteur principal: Lor Tok, Surasit Sattayawong สุรสิทธิ์ สัตยวงษ์ (Mak?), Kokheng, Sithao Petcharoen
  - Actrices principales: Preeya Roongrueng (Priya Rungrueang) ปรียา รุ่งเรือง (Nak), Namgneun Boonnak

Pendant les premières projections en salle, raconte Sane, de l'encens était brûlé à mi-film pour que les spectateurs sentent mieux le spectre approcher.
- 1963 : Mae Nak Phrakamong (le plus vieux film de Mae Nak encore actuellement conservé en bon état)[33]
  - Réalisateur : Rangsee Tasanapayak
  - Actrices principales: Preeya Roongrueng ปรียา รุ่งเรือง (Nak)
- 1968 :  Mae Nak - Wild Love แม่นาคคนองรัก - พ.ศ. 2511 นำแสดงโดย ฤทธิ์ ลือชา
  - Acteur principaux : Choomporn Theppitak ชุมพร เทพพิทักษ์ (Mak), Kokheng
  - Actrices principales : Preeya Roongrueng ปรียา รุ่งเรือง (Nak), Kaenjai Meenakanit
- 1970 : Mae Nak in Phra Nakorn แม่นาคพระนคร- พ.ศ. 2513[34]
  - Acteurs principaux : Mitr Chaibancha มิตร ชัยบัญชา (Mak), Sompong Phonmitr, Sukon Koewliam, Op Boonthit, Songthong
  - Actrices principales : Aranya Namwong อรัญญา นามวงศ์ (Nak), Mom Chan Phuangwan, Sisala Thongtara, Kingdao Daranee, Chosri Misommon, Yaowaret Nisakorn
- 1975 : Mae Nak in America แม่นาคอเมริกา [35] - พ.ศ. 2518 นำแสดงโดย กรุง ศรีวิไล, เปียทิพย์ คุ้มวงศ์
  - Acteur secondaire : Sithao Petcharoen
  - Actrice principale : Lisa Farringer
- 1976 : Mae Nak invades Tokyo / Mae Nak terrorising Tokyo [36] / แม่นาคบุกโตเกียว - พ.ศ. 2519 นำแสดงโดย อุเทน บุญยงค์, ภาวนา ชนะจิต, อรสา พรหมประทาน
- 1978 : Mae Nak of Phra Kanong แม่นาคพระโขนง - พ.ศ. 2521[37]
  - Réalisateur : Seni Paopradit
  - Acteurs principaux : Sombat Methanee สมบัติ เมทะนี (Phi (grand frère) Mak), Somphob Benjatikul (Man, petit frère de Mak), Dam Datsakorn, Lor Tok, Thep Thienchai, Uten Boonyong, Rong Kaomulkadee, Songthong
  - Actrices principales : Preeya Roongrueng ปรียา รุ่งเรือง (Nak), Naowarat Yooktanun เนาวรัตน์ ยุกตะนันท์, Chosri Misommon, Somjit Sapsamruey (c'est le quatrième et dernier film où Preeya Roongrueng joue le rôle de Nak)
- 1990 : The resurrection of Mae Nak แม่นาคคืนชีพ - พ.ศ. 2533
  - Acteur principale : Likit Eakmongkol ลิขิต เอกมงคล (Marut, journaliste d'investigation sur les fantômes)
  - Actrices principales : Metta Roongrat (Mère de Marut), Marasri Bangchang, (enseignante  Nuan Monapa (ครู) (ชุดาภา จันทเขตต์ / fantôme de Mae Nak))
- 1992 : Promise of the hearts of Mae Nak of Phra Kanong  สัญญาใจแม่นาคพระโขนง Sannya Chai Mae Nak Phra Khanong (RTGS: San-ya Chai Mae Nak Phra Khanong)
  - Acteur principal : Petchtai Wongkamlao (Mum Jokmok)
  - Actrice principale : Trirak Rakkarndee
- 1999 Nang Nak นางนาก - พ.ศ. 2542
  - Réalisateur : Nonzee Nimibutr
  - Acteur principal : Vinai Kraibutr วินัย ไกรบุตร (Tid Mak)
  - Actrice principale : Intira Jaroenpura ทราย เจริญปุระ (Nak)
- 2005 : Ghost of Mae Nak นาค รักแท้/วิญญาณ/ความตาย
  - Réalisateur : Mark Duffield
  - Acteur principal : Siwat Chotchaicharin
  - Actrices principales : Pataratida Patcharawirapong, Porntip Papanai
- 2008 Nak (le dessin animé) นาค (ภาพยนตร์แอนิเมชัน) - พ.ศ. 2551 ให้เสียงโดย ศศิกานต์ อภิชาตวรศิลป์, หม่ำ จ๊กมก, นุ้ย เชิญยิ้ม
- 2012 : Mae Nak 3D แม่นาค 3D (ภาพยนตร์ 3 มิติ) - พ.ศ. 2555 นำแสดงโดย, รังสิโรจน์ พันธุ์เพ็ง
  - Acteurs principaux : Doo Dook Kradon (Boxeur Mak), Rith Luecha (Boxeur, fils du chef du sous-district), Choomporn Theppitak (bonze)
  - Actrice principale : Bongkoj Kongmalai บงกช คงมาลัย (Nak)
- 2013 : Pee Mak  พี่มาก / พี่มาก..พระโขนง / Pee Mak ...Phra Khanong - พ.ศ. 2556[38]
  - Réalisateur :  Banjong Pisanthanakun
  - Acteur principal: Mario Maurer มาริโอ้ เมาเร่อ (Phi ou Pee (grand frère) Mak)
  - Actrice principale : Davika Hoorne ดาวิกา โฮร์เน่ (Nak)

## Récompenses et distinctions
- Prix de la meilleure direction artistique, meilleur réalisateur, meilleur film, meilleur son (Eutthana Tusawut), lors du Festival du film Asie-Pacifique 1999.
- Éléphant d'or, lors du Festival du film de Bangkok 1999.
- NETPAC Award (Ex Æquo), lors du Festival international du film de Rotterdam 2000[39].